# Rafel Vidal Mas
Rafel Vidal Mas (Llucmajor, Mallorca, 1859 - Palma, 1951) fou un escultor mallorquí.
De formació autodidàctica, Rafel Vidal s'especialitzà en imatgeria religiosa. Es poden trobar obres seves al Santuari de Lluc, al Santuari de Sant Salvador de Felanitx, a la Seu de Mallorca i a l'església parroquial de Galilea (Puigpunyent) on es pot trobar en el centre del retaule major la seva obra més important, una imatge de la Immaculada.